# 帕代什鄉

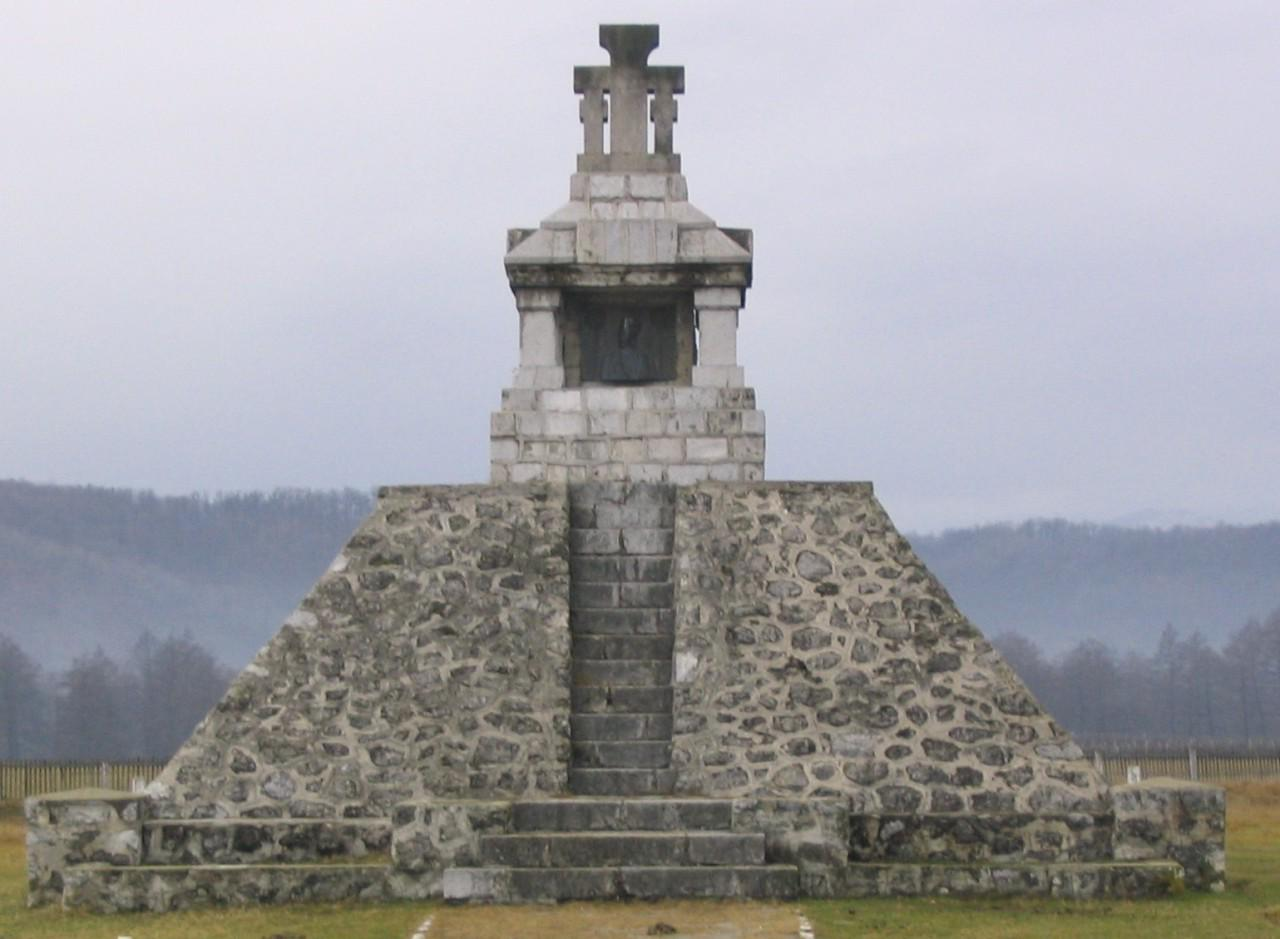

45°01′N 22°51′E / 45.017°N 22.850°E
帕代什鄉（羅馬尼亞語：Comuna Padeș, Gorj），是羅馬尼亞的鄉份，位於該國西南部，由戈爾日縣負責管轄，面積390平方公里，海拔高度352米，2007年人口5,147，人口密度每平方公里13人。